# カルロス・デ・アエス
カルロス・デ・アエス（Carlos de Haes、1826年1月27日 - 1898年6月17日）はベルギー人の両親から生まれたスペインの画家である。9歳でスペインに移り、マドリードの王立サン・フェルナンド美術アカデミーの風景画の教授を務めた。

## 略歴
ブリュッセルで銀行家の息子の生まれたが、一家は1835年にスペイン南部のリゾート地、マラガに移った。マラガで肖像画家のルイス・デ・ラ・クルス・イ・リオス(Luis de la Cruz y Ríos)に絵を学んだ。1850年にベルギーに移り、ジョゼフ・キノー(Joseph Quinaux)の弟子になり、フランスやドイツ、オランダを旅し、様々なスタイルの絵画を学んだ。
1855年にスペインに戻り、風景画を、スペイン全国展覧会(Exposiciones Nacionales de Bellas Artes)などの展覧会に出展し、高い評価を得た。1857年にマドリードの王立サン・フェルナンド美術アカデミーの会員に推薦され、カサ・デ・カンポから見た王宮の風景を描いた作品を入会申請作品として提出し、会員に選ばれた。1870年には特別会員(académico de mérito)の称号を得た。
1870年代には、ピレネー山脈やグアダラマ山脈の風景を集中的に描き、これまでスペインの画家があまり描かなかった場所の風景を描いた。
アカデミーの学生には野外写生を勧め、スタジオでは最終的な仕上げだけをするべきであると教えた。デ・アエスの教えた学生にはライムンド・デ・マドラーソらがいる。

## 作品

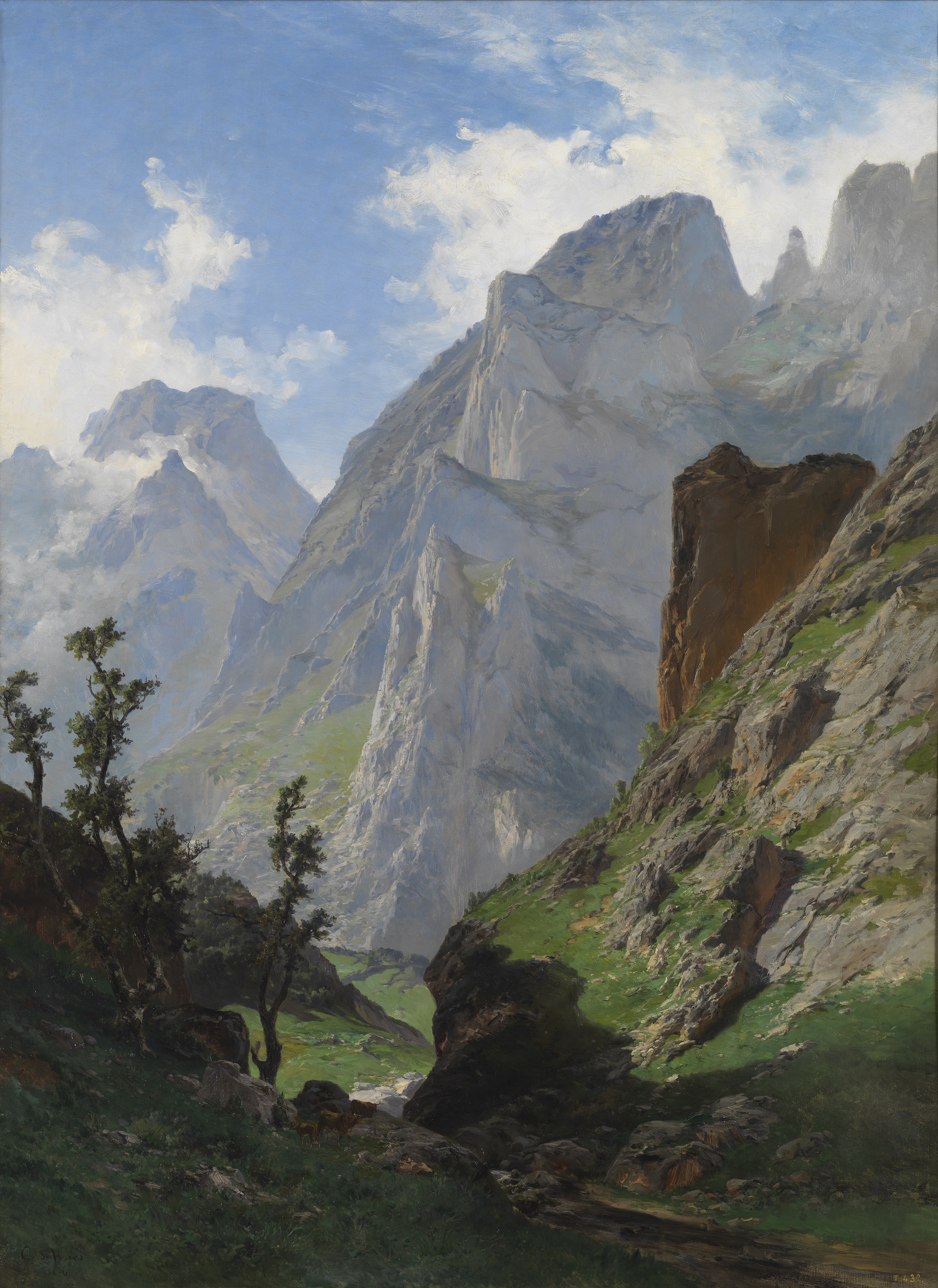
"La canal de Mancorbo en los Picos de Europa"(1876)
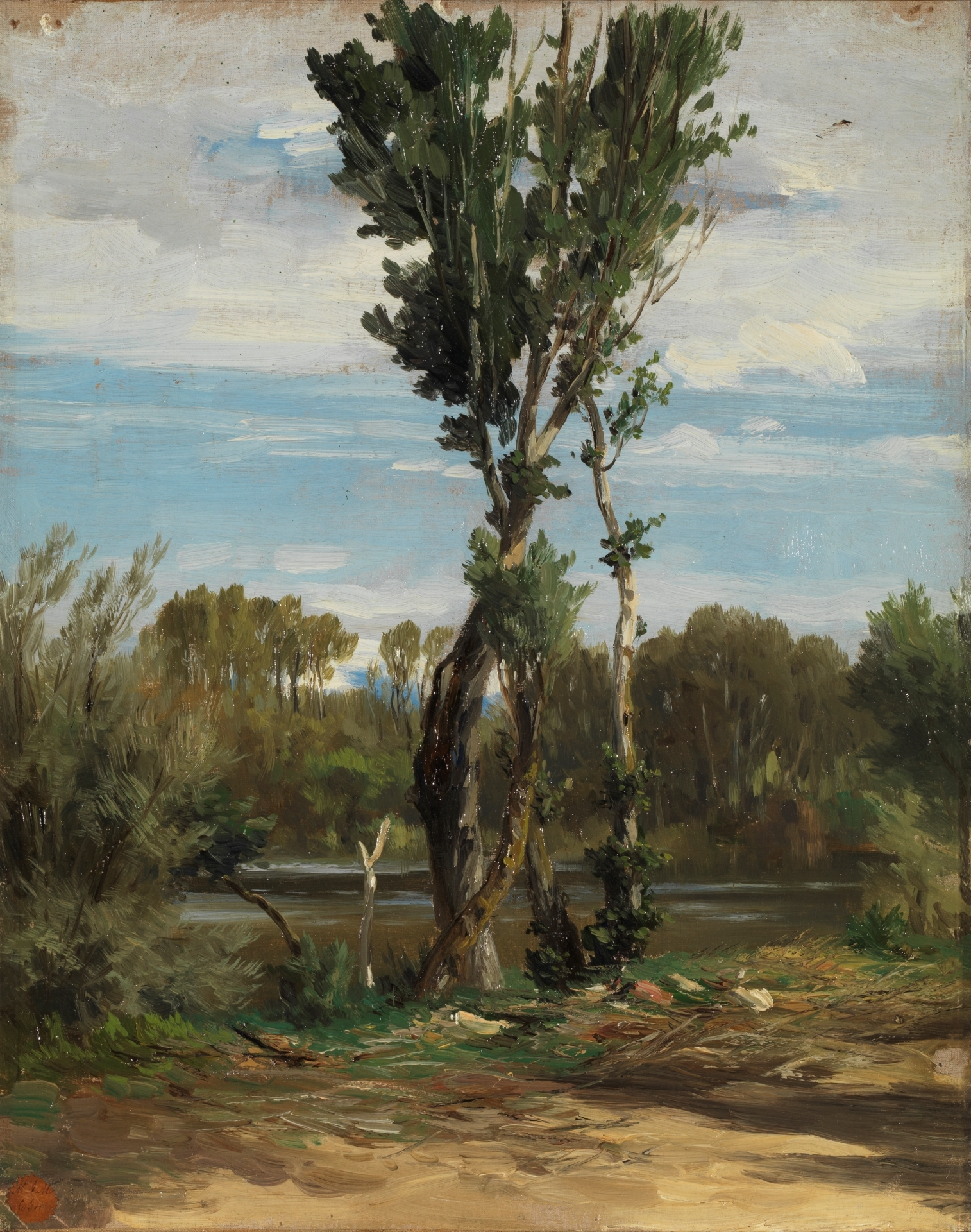
" El lago de la Casa de Campo"(c.1872)
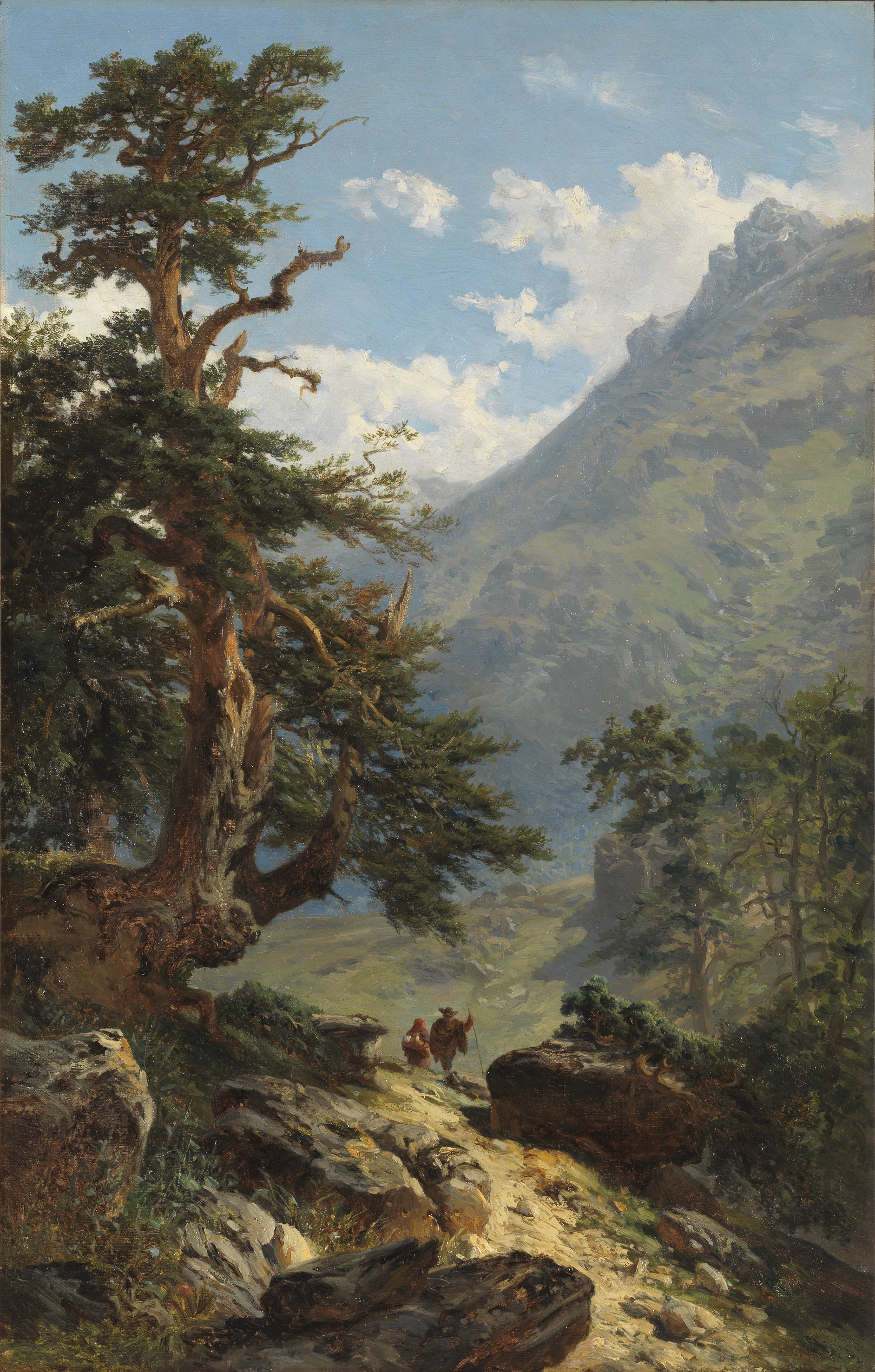
" La vereda"(1871)
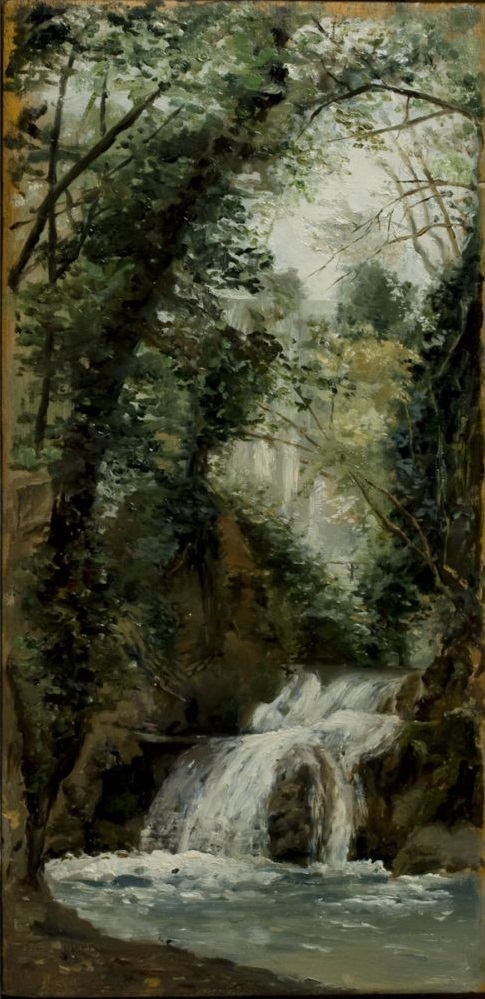
"Cascada del monasterio de Piedra"

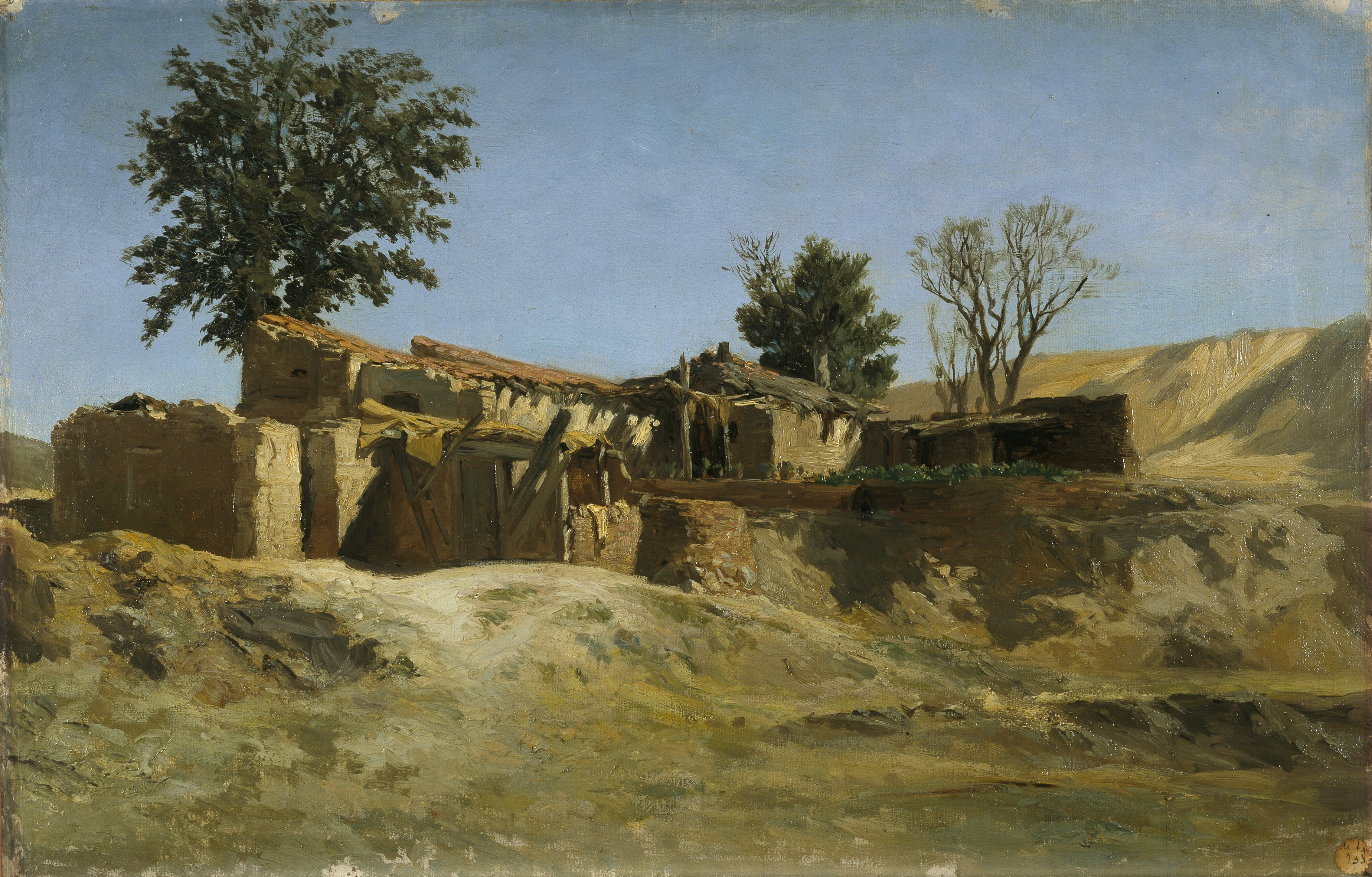
" Tejares de la montaña del Príncipe Pío(c.1872)
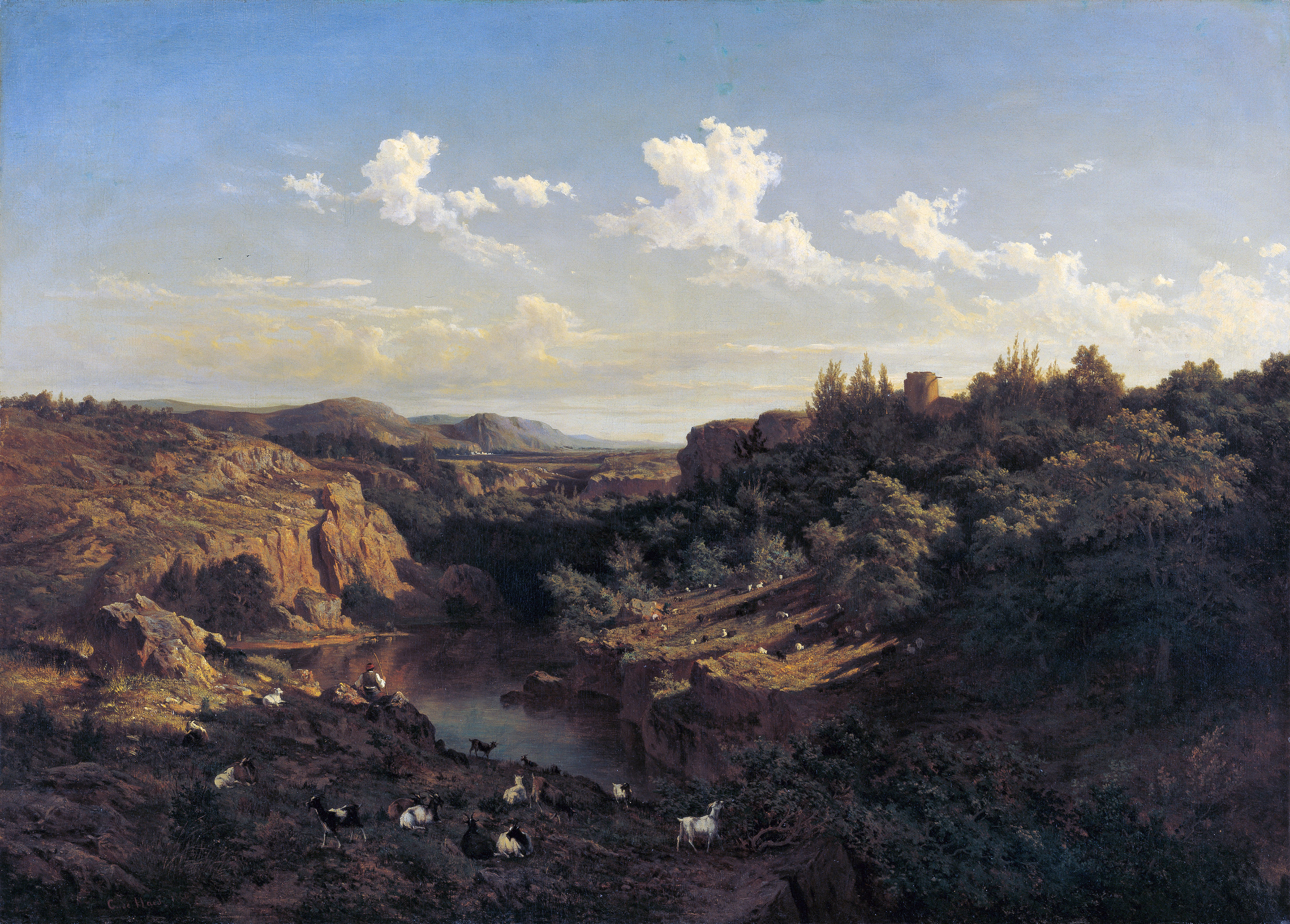
ピエドラ修道院の近くの風景
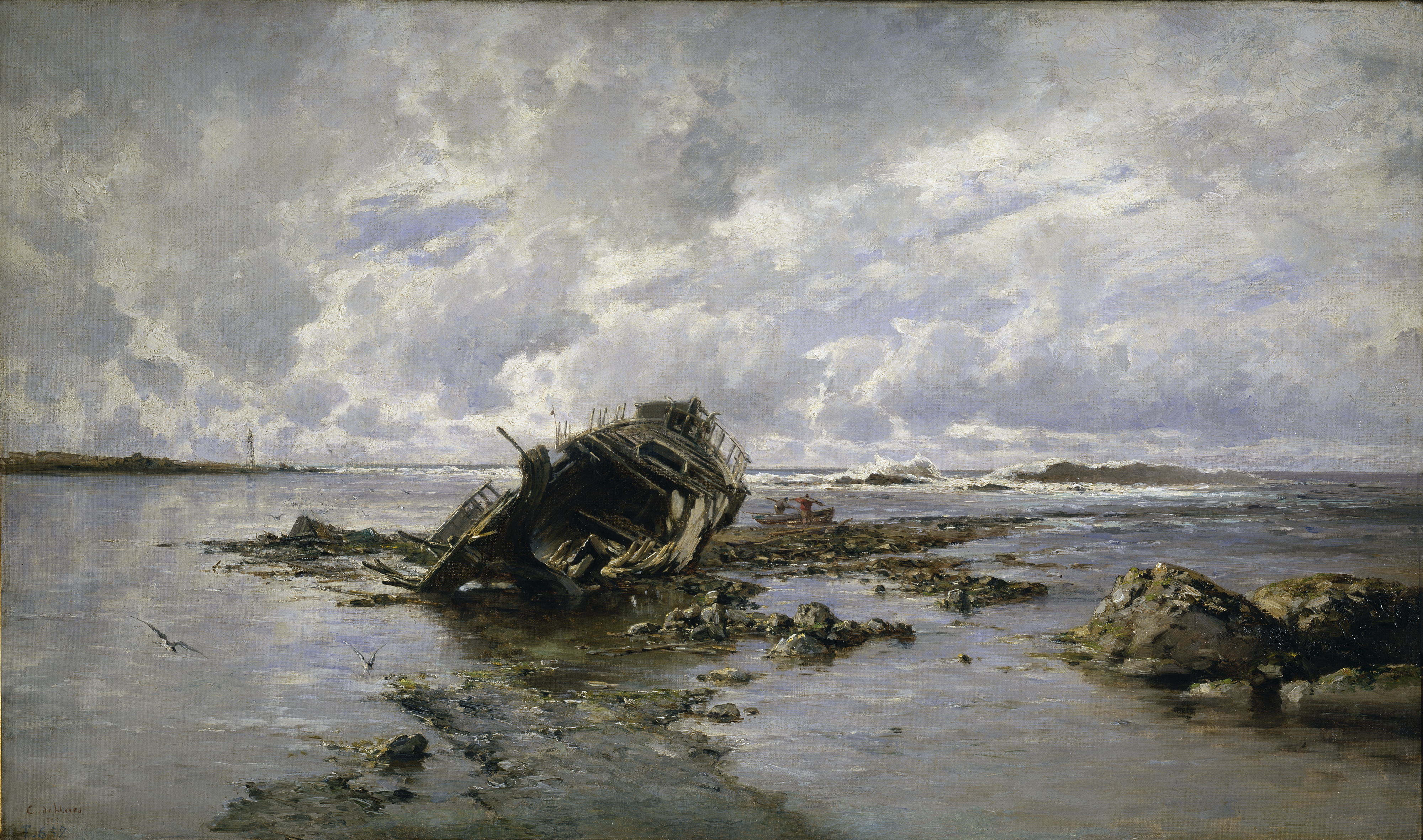
難破船

## カルロス・デ・アエスに学んだ学生
- ライムンド・デ・マドラーソ(1841-1920)
- アウレリアーノ・デ・ベルエーテ(1845-1912)
- アグスティン・ラルディ(1847-1918)
- リカルド・アレドンド・カルマチェ(1850-1911)
- ハイメ・モレラ(1854-1927)
- エミリオ・サンチェス・ペリエ(1855-1907)
- ダリオ・デ・レゴヨス(1857-1913)